# Apollo 11 în cultura populară

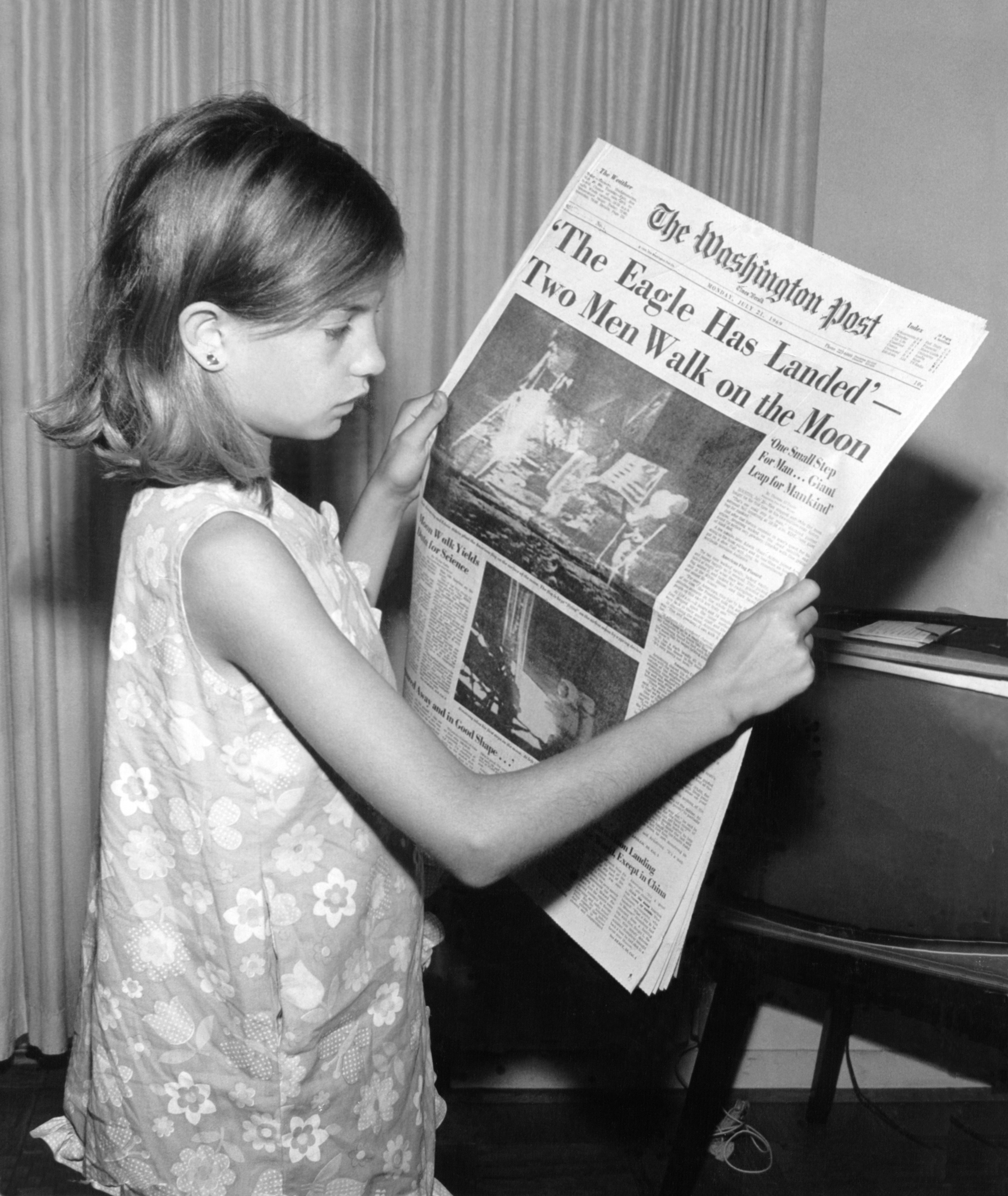
The Washington Post, luni, 21 iulie 1969, afirmând că „Vulturul a aterizat – doi bărbați merg pe Lună”.

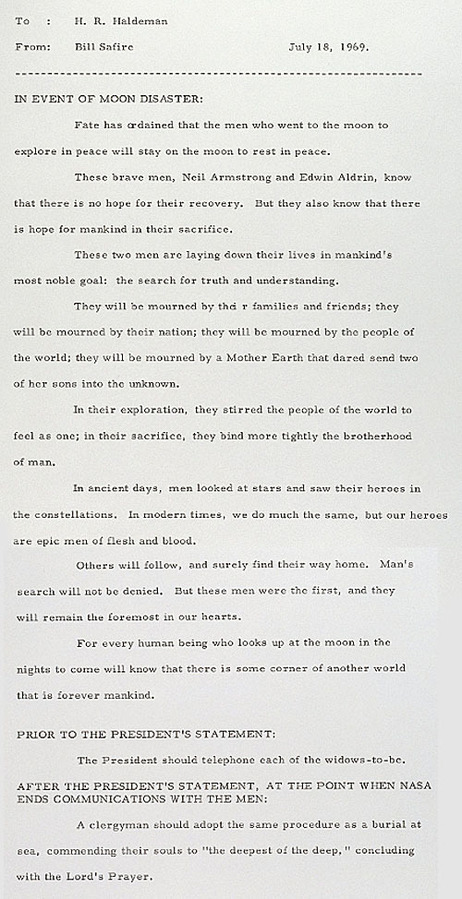
Memoriul lui William Safire către HR Haldeman, urmând a fi folosit în cazul în care Apollo 11 s-ar încheia cu un dezastru.

Misiunea Apollo 11 a fost prima misiune spațială de aselenizare cu echipaj uman. Așa cum a fost anticipat, efectul misiunii asupra culturii populare a fost major, în special datorită mass-media.

## Recepție publică
Misiunea a fost urmărită de către presă în detaliu. Peste 530 de milioane de telespectatori din întreaga lume au urmărit aselenizarea. Aceast eveniment a devenit cel mai vizionat program TV de până la acea dată.

## Recunoșterea evenimentului
Statele Unite ale Americii (SUA) au recunoscut imensul succes al Apollo 11 printr-o zi de sărbătoare națională, celebrată luni, 21 iulie 1969. Toți angajații din serviciile publice și private, cu excepția celor din serviciile de urgență, au beneficiat de o zi liberă plătită. Ca o coincidență, ultima dată când s-a întâmplat acest lucru a fost luni, 25 noiembrie 1963, zi de doliu național cu ocazia funeraliilor de stat ale președintelui John F. Kennedy – cel care a stabilit ca obiectiv politic transportul omului pe Lună până la sfârșitul anilor 1960.
O replică a amprentei lăsate de Neil Armstrong pe Lună este amplasată în Tranquility Park din Houston, Texas. Parcul a fost dedicat evenimentului în 1979, la un deceniu distanță de prima aselenizare.
Peștera Apollo 11 din Namibia a fost numită astfel la întoarcerea cu succes a navetei pe Pământ.

## Prezentarea în mass-media

### Filme și televiziune
La 16 septembrie 1962, ziua în care a fost anunțată selecția lui Armstrong ca astronaut, părinții săi au fost aduși la New York pentru a apărea în emisiunea de televiziune I've Got a Secret. După ghicirea secretului acestora, Garry Moore – gazda spectacolului – a comentat: „Nu-i așa că ar fi ceva dacă fiul tău ar fi primul om de pe Lună?”. Episodul a fost difuzat pe Game Show Network; Armstrong nu l-a văzut niciodată până când biograful său i-a adus o copie a casetei.
Filmul australian, The Dish (2000), povestește (ușor ficționalizat) modul în care imaginile Lunii au fost recepționate de către radiotelescopul de la Observatorul Parkes, New South Wales.
Misiunea a fost descrisă în diverse filme, printre care și filmele de televiziune Apollo 11 (1996) și Moonshot (2009).
Porțiuni ale misiunii Apollo 11 sunt dramatizate în episodul Mare Tranquilitatis al mini-seriei HBO De la Pământ la Lună. În acest episod, Michael Collins a făcut următoarea sugestie cu privire la ce ar trebui să spună Armstrong atunci când calcă pe suprafața lunară: „Dacă ai avea curaj, ai spune «Oh, Doamne, ce-i chestia aia?» apoi ai țipa și ai opri microfonul”.
În sitcomul britanic My Hero, nou-născutul fiu al lui George și Janet primește numele Apollo 11 (sau – pe scurt – Ollie) pentru că „reprezintă o legătură între două lumi” (George – tatăl său – fiind un extraterestru).
În seria animată de televiziune americană Exosquad, echipajul Able vizitează scurt Baza Tranquillity în timpul și după Bătălia pentru Lună.
Scena introductivă a filmului Independence Day din 1996 arată o navă spațială extraterestră trecând aproape de punctul de aselenizare al Apollo 11. Forța mareică creată șterge faimoasa urmă rămasă din 1969 pe suprafața lunară.
Filmul animat Fly Me to the Moon (2008) este centrat pe o poveste fictivă despre trei muște care se află pe Saturn V, reușind astfel să aselenizeze, alături de echipajul uman.
Imaginile aselenizării au fost utilizate în primii ani ca reclamă de către canalul de televiziune MTV. Producătorii MTV Alan Goodman și Fred Seibert au folosit această înregistrare aflată în domeniul public, asociind MTV celui mai celebru moment din istoria mondială a televiziunii. De asemenea, MTV aduce un omagiu evenimentului prin distribuirea statuetelor reprezentând astronauți (Moonmen) la gala anuală MTV Video Music Awards.
Punctul de aselenizare al Apollo 11 este prezentat în episodul The Series Has Landed din Futurama, când Fry și Leela se adăpostesc în timpul nopții lunare în modulul lunar Apollo 11 (care, potrivit unei plăci comemorative, ar fi fost readus acolo de către Historical Sticklers Society).
Misiunea Apollo 11 este folosită ca parte a poveștii principale în Transformers: Fața ascunsă a Lunii. Filmul utilizează misiunea – respectiv motivul programului Apollo – ca mijloc de a investiga ciocnirea unui meteorit de partea întunecată a Lunii, care se dovedește a fi Ark, nava spațială ce transporta pe Sentinel Prime, unul dintre autoboți. Buzz Aldrin își joacă propriul rol în acest film.
Misiunea Apollo 11 – mai precis momentul în care Neil Armstrong aselenizeazǎ – are un rol crucial în episodul Day of the Moon din Doctor Who.
În filmul Bărbați în negru 3 (2012), Apollo 11 a fost folosit de agentul K pentru a transporta Arc Net (un scut care protejează Pământul de invazia extratereștrilor). Cei trei astronauți îl văd din cabină pe omul în negru luptând cu extraterestrul, iar Aldrin își dă seama că – dacă ar raporta acest fapt misiunii de control – lansarea ar fi anulată și ei nu vor mai călca niciodată pe Lună. Drept urmare, oamenii în negru nu și-au dat seama că astronauții i-au văzut, motiv pentru care nu le-au șters amintirile conform protocolului standard, ceea ce înseamnă că astronauții și-au amintit întotdeauna ce s-a întâmplat, dar n-au spus niciodată nimănui.
În filmul Apollo 13, Jim Lovell, Jack Swigert, Fred Haise, Ken Mattingly, Pete Conrad și Marilyn Lovell se întâlnesc acasă la familia Lovell pentru a viziona aselenizarea Apollo 11, respectiv momentul în care Neil Armstrong a pășit pe suprafața Lunii; de asemenea, în același film, în timp ce echipajul este pe punctul de a trece pe partea întunecată a Lunii, Haise subliniază faptul că survolează Marea Liniștii, considerându-se „un vechi vecin al lui Neil și Buzz”.

### Benzi desenate
În seria de cărți de benzi desenate Astro City, Apollo 11 este folosit ca nume al unui grup de astronauți transformați în supereroi.

### Altele
Una dintre întrebările din jocul original american Trivial Pursuit este: „care este titlul principal din The New York Times, 21 iulie 1969”. Răspunsul este: „Omul a pășit pe Lună”.

## Folclor
La scurt timp după această misiune a apărut o teorie a conspirației, cum că aselenizarea ar fi o farsă. Evenimentul este însă acceptat la scară largă de istorici și oameni de știință. Teoria a câștigat mai multă popularitate după ce filmul Misiunea Capricorn Unu (1978) a portretizat o încercare fictivă a NASA de a falsifica o amartizare.
O legendă urbană sugerează că astronauții au fost „urmăriți” pe Lună și că au văzut vehicule extraterestre în spațiu. Popularitatea teoriei a crescut după publicarea cărții Somebody Else Is on the Moon.
Există și o legendă urbană umoristică referitoare la un vecin din copilăria lui Armstrong, numit Gorsky. Astfel, atunci când Gorsky i-a cerut soției un sex oral, acesta l-a ridiculizat, spunând: „o să primești atunci când băiatul vecinilor o să ajungă pe Lună”. La decenii distanță – pășind pe Lună – Armstrong ar fi spus: „Mult noroc, domnule Gorsky”. În 1995, Armstrong a spus că a auzit pentru prima dată acestă poveste în California, spusă de comediantul Buddy Hackett. A fost citată cu umor în scena introductivă a filmului Cei ce veghează. „Good Luck Mr. Gorsky” este titlul unei piese de pe albumul The It Girl (1996) al trupei Sleeper.